# 鈴木理紗
鈴木 理紗（すずき りさ、1992年5月20日 - ）は、愛知県岡崎市出身の元ハンドボール選手。

## 経歴
岡崎市立美川中学校卒業。星城高等学校3年のとき2010年の国民体育大会で優勝を経験した。
高校卒業後は東海大学へ進学し、2011年に日本代表女子U-20候補に選ばれた。2014年の関東学生ハンドボール・秋季リーグでは最優秀選手賞を受賞。
2015年に日本ハンドボールリーグのソニーセミコンダクタへ加入。
2018年の第8回社会人選手権ではベストセブンに選出された。
2018-19年シーズン限りで現役を引退。

## 詳細情報

### 年度別成績
| 年       | チーム   | 試合 | フィールド 得点 | 率   | 7m  | 合計    | 警告 | 退場 | 失格 |
| -------- | -------- | ---- | --------------- | ---- | --- | ------- | ---- | ---- | ---- |
| 2015-16  | ソニー   | 12   | 14/48           | .292 | 0/0 | 14/48   | 6    | 4    | 0    |
| 2016-17  | ソニー   | 18   | 34/71           | .479 | 0/0 | 34/71   | 3    | 1    | 0    |
| 2017-18  | ソニー   | 24   | 55/124          | .444 | 0/0 | 55/124  | 5    | 2    | 0    |
| 2018-19  | ソニー   | 24   | 23/62           | .371 | 0/0 | 23/62   | 3    | 5    | 0    |
| JHL：4年 | JHL：4年 | 78   | 126/305         | .413 | 0/0 | 126/305 | 17   | 12   | 0    |

- 各年度の太字はリーグ最高

### タイトル・表彰

#### 社会人選手権
- ベストセブン：1回 (2018年)

### 記録

#### 日本ハンドボールリーグ
- フィールドゴール初得点：2016年1月11日、対飛騨高山ブラックブルズ岐阜戦（飛騨高山ビッグアリーナ）[8]

### 背番号
- 8 (2015年 - 2019年)